# Barrow-in-Furness (stad)
Barrow-in-Furness, dikwijls kortweg Barrow genoemd, is een stad in Noordwest-Engeland, gelegen op het schiereiland Furness aan de noordwestelijke punt van Morecambe Bay, en vormt de hoofdplaats van het gelijknamige district Barrow-in-Furness. Dit district wordt sedert 1974 bestuurlijk gezien tot Cumbria gerekend, maar lag van oudsher in het historische graafschap Lancashire, waarvan de grens nooit werd aangepast. Barrow kan dus een grensstad tussen twee graafschappen genoemd worden. De stad is vooral bekend om de scheepswerf van BAE Systems op Barroweiland, die een zeer belangrijke bron van werkgelegenheid is en zich begin 21ste eeuw op het vervaardigen van nucleaire duikboten toelegt. De stad Barrow-in-Furness is relatief jong en kwam eerst in de late 19de eeuw tot volle ontwikkeling. Ze draagt qua stadsplanning een sterk Victoriaans stempel, met het stadhuis van Barrow-in-Furness uit 1885 als voornaamste blikvanger. Inwoners van Barrow worden Barrovianen (Barrovians) genoemd.

## Stadsontwikkeling
Ofschoon Barrow-in-Furness als een typisch 19de-eeuwse industriestad bekendstaat, waren hier reeds vestigingen in de middeleeuwen, niet het minst de nabije Abdij van Furness. Echter, ook de Vikingen hadden voordien reeds hun aanwezigheid kenbaar gemaakt. Het Dock Museum kocht in 2011 een schat van zilveren muntstukken aan die kort voordien waren ontdekt en die van omstreeks het jaar 950 dateren. Het lijkt erop dat de Vikingen indertijd over het gebied regeerden, gezien de diverse plaatsnamen in de omgeving. De naam Barrow komt eveneens van het Oudnoordse ‘Barrai’, dat baar eiland, dus naakt eiland, betekent. Dit verwees wellicht naar het eiland Barrow vóór de kust, dat heden ten dage met de stad vergroeid is. De Abdij van Furness creëerde een gehucht genaamd ‘Barrai’ vóór het punt tegenover dit eiland. De eerste vermelding van de naam dateert uit 1190 en werd geregeld ook ‘Barrowhead’ genoemd. De abdij bakende haar terrein af door de bedding van een beekje uit te graven, dat tegenwoordig ‘Sarah Beck’ heet. Aan de overkant van Sarah Beck bevond zich het landgoed van de Normandische ridder Michael le Fleming. De beek vormt nog steeds de grens van de borough.
Tot ongeveer 1750 bleef het inwonerspeil van Barrow rond 50 mensen schommelen. Het was een landbouwdorp, met huizen vervaardigd uit plaatselijke zandsteen en keien die aan de kust gevonden werden. Ofschoon Barrowhead aan de zee lag, was visvangst nooit de belangrijkste bron van inkomsten. In de tweede helft van de 18de eeuw begon het aantal inwoners gestadig aan te groeien en omstreeks 1840 telde Barrow reeds 150 inwoners en twee herbergen, waarvan The Ship Inn geregeld overstroomde omdat hij te dicht bij de waterkant stond.

### Mijnindustrie
De groei van Barrow-in-Furness was in eerste instantie vooral een gevolg van de aanwezigheid van hematiet in de ondergrond. Deze wordt duidelijk bij regenval; diverse poelen aan de kust ontwikkelen dan immers een rode kleur. Het erts werd reeds lang vóór de Industriële revolutie ontgonnen, maar het was de aanleg van vier steigers in het Walney Channel die de doorslag gaf voor de commerciële expansie van het dorp. Walney Island vormt een natuurlijke beschutting voor Barrow; het kanaal staat bij laagwater zo goed als droog, maar is bij hoogwater bevaarbaar. Van hieruit kon handel gedreven worden met ijzersmelterijen in de Midlands en Wales. Omstreeks het jaar 1800 werd reeds 11.000 ton hematiet per jaar ontgonnen, en naar het ijzererts van Furness bestond aanzienlijke vraag. In 1840 was dit aantal tot 75.000 ton per jaar opgelopen; de mijnen bevonden zich echter in de omgeving van Dalton-in-Furness en Lindal, en de wegen naar Barrow voor de verscheping waren bovenal ’s winters moeilijk begaanbaar. Dit was de aanleiding voor de aanleg van de Furness Railway, in wezen een kleinschalige spoorwegonderneming op het schiereiland Furness. Toen de maatschappij echter in 1857 de viaducten over de Kent en de Leven aankocht, betekende dit het begin van een explosieve wasdom voor Barrow-in-Furness. In 1866 werd de plaats een zelfstandige gemeente. Walney Island, Yarlside en Rampside — gebieden die voorheen tot Dalton-in-Furness hadden behoord — werden in respectievelijk 1872, 1875 en 1881 bij Barrow gevoegd. Rond 1879 telde de stad 45.000 inwoners.

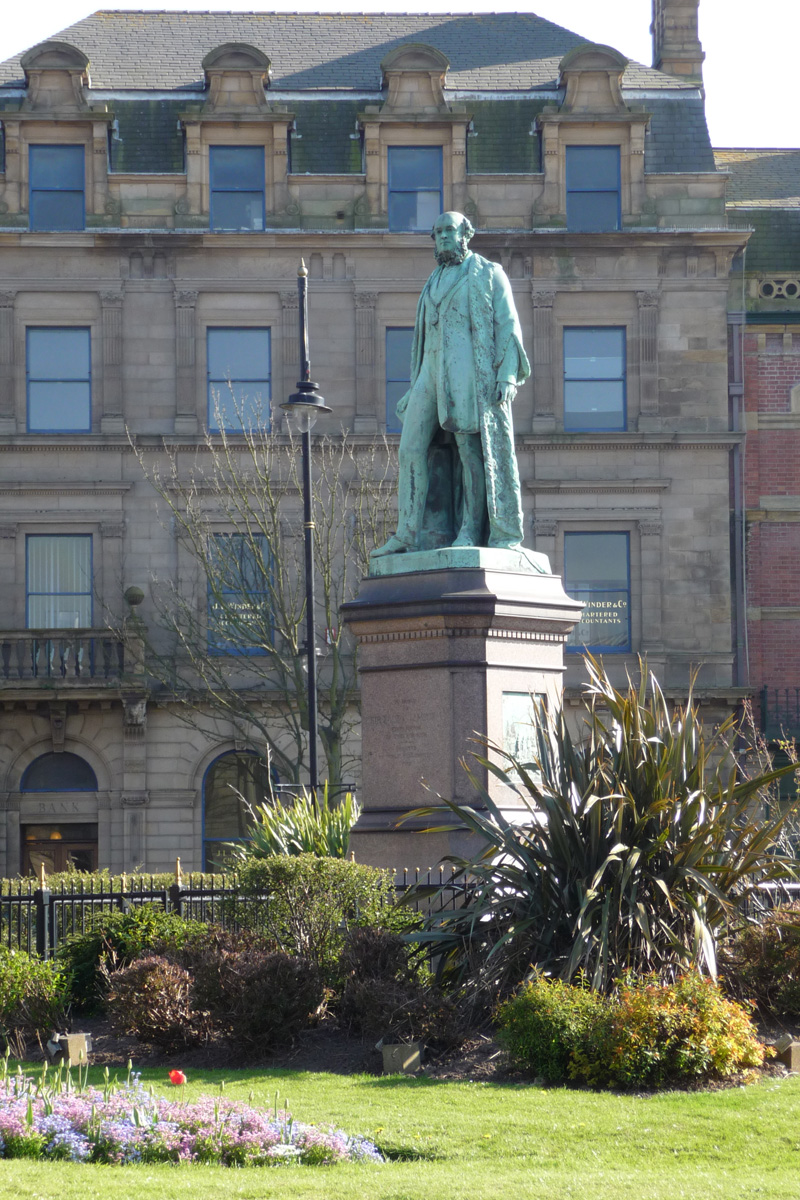
Standbeeld van Sir James Ramsden

Belangrijke figuren in de vroege ontwikkelingsgeschiedenis van Barrow waren James Ramsden, Henry Schneider en William Cavendish, 7de hertog van Devonshire. De zakenman Schneider was in 1851, tezamen met zijn partner Robert Hannay, de oprichter van een staalfabriek te Askam. Teneinde eenvoudiger aan ijzererts te geraken, financierde hij de uitbreiding van de Furness Railway, waarvan James Ramsden directeur was. Ramsden bracht op zijn beurt in 1863 met de hertog van Devonshire een bezoek aan de staalfabriek Brown in Sheffield, alwaar men met het Bessemerprocedé was gaan experimenteren. Twee jaar later werd de eerste staalfabriek in Barrow met het Bessemerprocedé opgestart; deze fuseerde algauw met de fabriek van Schneider tot de Barrow Hæmatite Steel Company, die dertig jaar lang de economische sterkhouder van de stad zou blijven. James Ramsden, spoorwegambtenaar en politicus voor de Liberal Party, werd de eerste burgemeester van Barrow-in-Furness, een functie waarin hij viermaal herverkozen werd. In 1872 werd hij geridderd, en het eerste standbeeld van de stad was er een van hem. Hij stichtte eveneens een fabriek voor jute in Barrow; deze kende slechts matig succes. De hertog van Devonshire was de belangrijkste financierder voor de infrastructuur van het prille Barrow.
De tweede helft van de 19de eeuw was de periode waarin Barrow-in-Furness de grootste veranderingen doormaakte. Op amper 20 jaar tijd zwol het aantal inwoners van 800 naar 45.000. Barrow werd in die tijd ‘het Engelse Chicago’ genoemd. Arbeiders stroomden van over de hele Britse Eilanden naar Barrow om in de staalindustrie te werken, en zij dienden uiteraard gehuisvest te worden. Hiervoor nam de staalfabriek bouwmaatschappijen in onderaanneming, en duizenden huizen werden gebouwd waarvan de fabriek de huisbaas was; als eerste werden op Barroweiland nieuwe wijken geschapen. Dit bood tevens een handige methode om protesten van ontevreden werknemers tegen te gaan: de directie kon steeds met verdrijving uit de woning dreigen. Ook werden loonsverhogingen geregeld gecompenseerd door een stijging van de huishuur. De levensomstandigheden in dergelijke woningen waren van slechte kwaliteit. De Furness Railway liet ze in de jaren 1870 afbreken en vervangen door appartementsblokken die de Devonshire Buildings gedoopt werden, naar de hertog van Devonshire die immers de belangrijkste geldschieter van de spoorwegmaatschappij was.

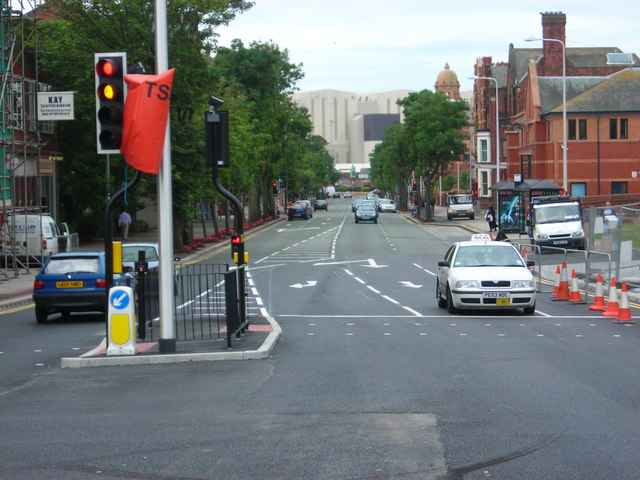
Abbey Road

Tezelfdertijd werd het stadscentrum ingrijpend vernieuwd. De oude restanten van het dorpje Barrow werden definitief vernietigd; de laatste van deze oude boerderijen verdween in 1937. Midden door de stad werd een brede laan aangelegd die van Dalton-in-Furness tot aan de zee reikt; deze straat werd Abbey Road genoemd en vormt de belangrijkste verkeersader. Er werden hotels, banken, een theater en kantoorgebouwen in Barrow opgetrokken. Desalniettemin had Barrow-in-Furness een slechte reputatie. Er waren nauwelijks ‘autochtone’ Barrovianen, er braken geregeld gevechten tussen immigranten uit verschillende streken uit, en in 1864 vond in Barrow een pogrom tegen de Ieren plaats, die akkoord gingen om voor een lager loon te werken. Straatgevechten en openbare dronkenschap vormden een probleem, en het was een notoir feit dat de politiemacht van Barrow-in-Furness consequent uitsluitend de allersterkst gebouwde mannen rekruteerde, zodat deze de grootste uniformen van het Verenigd Koninkrijk droegen.
Tegen het eind van de 19de eeuw begonnen de ijzerertsvoorraden van Furness te slinken. De stad moest nu concurreren met andere plaatsen die ook ertsen bezaten die minder zuiver dan die van Barrow waren, maar dankzij technologische vooruitgang evengoed gebruikt konden worden. Er waren geen opvolgers voor de stichtende generatie van Schneider, Ramsden en Cavendish, en de bouw van het stadhuis ter gelegenheid van het gouden jubileum van Koningin Victoria was in wezen een laatste prestigeproject. In de laatste jaren 1800 heerste werkloosheid en trokken vele arbeiders weg naar de Nieuwe Wereld. De mijnen werden gesloten of hun activiteit werd sterk verlaagd. Er zou in Barrow nog tot 1963 ijzererts ontgonnen worden.

### Scheepsbouw

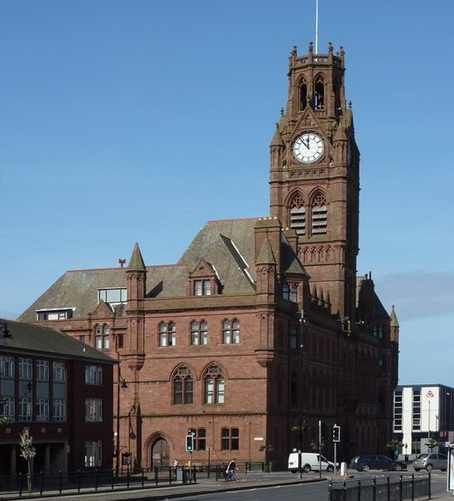
Stadhuis

De ommezwaai kwam echter spoedig en onverwacht, toen het Sheffieldse staalbedrijf Vickers kort voor 1900 een scheepswerf kocht, die door Sir Ramsden was aangelegd en waarop een lokale wapenfabrikant, de Naval Construction and Armaments Company, in 1895 de kruiser Powerful te water had gelaten. Vickers kocht eveneens het bedrijf Maxim op en begon op Barroweiland een lange reeks oorlogsschepen te bouwen. De onderneming sloot wereldwijd contracten af en kwam hierdoor geregeld in conflict met de admiraliteit, die vreesde dat vijandige naties sneller aan de gewenste schepen zouden komen. Tegen 1910 werkten ruim 10.000 mensen op de scheepswerf. Vickers was een voor die tijd technologisch geavanceerd bedrijf en wilde de arbeidsprocessen zo efficiënt mogelijk maken, hetgeen geregeld tot stakingen leidde.
De bouw van Vickerstown op Walney Island had uitsluitend tot doel, de vele arbeiders te huisvesten die van elders waren gekomen en geen vaste verblijfplaats hadden. In 1904 waren 950 huizen voltooid en in 1908 werd de Jubilee Bridge gebouwd die Walney met het vasteland verbond, tot ergernis van de Furness Railway die een veerdienst exploiteerde. Vickerstown moest modern ogen en bezat winkels en zelfs een boerderij; het stadje was eigendom van Vickers en de onderneming trad, net zoals voorheen bij de staalfabriek het geval was geweest, als de huisbaas van de bewoners op.
Aan het eind van de Victoriaanse periode traden veranderingen in het politieke en economische klimaat van Barrow op. Naarmate de bevolking bleef aangroeien, was er eveneens meer behoefte aan onderwijs en bestrijding van de kindersterfte door tyfus, roodvonk en mazelen. Er waren in de vroege 20ste eeuw geregeld kortstondige recessies die voor onzekerheid zorgden, maar globaal genomen ging de economie in stijgende lijn. In 1906 werd Charles Duncan het eerste parlementslid voor het kiesdistrict Barrow van de Labour Party.
De Eerste Wereldoorlog had voor Barrow-in-Furness een ambigue betekenis. Vickers draaide permanent op volle toeren met arbeiders van beide geslachten, en in januari 1917 werkten ruim 31.000 mensen in de fabriek; naar schatting telde Barrow rond die tijd wellicht 70.000 inwoners. Wie tijdens de Eerste Wereldoorlog in de wapenindustrie werkte, had een beschermde status en mocht noch voor de legerdienst opgeroepen worden, noch zich vrijwillig aanmelden. Het ironische gevolg hiervan was dat Barrow tijdens de oorlog welvarender dan ooit tevoren werd. De eerste vluchtelingen in de stad waren Belgen, die enthousiast onthaald werden. Naarmate de oorlog voortschreed, groeide echter de naijver jegens de vluchtelingen, die de huizen van de lokale bevolking bezetten.
Op de economische piek volgde na de wapenstilstand onverwijld een scherpe terugval; de jaren 20 waren voor Barrow een periode van zware armoede, hoge werkloosheid en inkrimping van de bevolking. In 1920 kreeg Barrow voor het eerst een Labour-burgemeester: George Basterfield, tevens dichter en alpinist. De stad was afhankelijk van de fabricage van wapenen, en nadat verschillende internationale verdragen de wapenwedloop aan banden hadden gelegd, leidde dit tot massale afvloeiingen bij Vickers. Naar het eind van de jaren 20 toe kwam een licht herstel; het bedrijf poogde het verlies zo goed mogelijk te beperken door in plaats van oorlogsschepen vooral buizen, ketels en treinlocomotieven te maken.

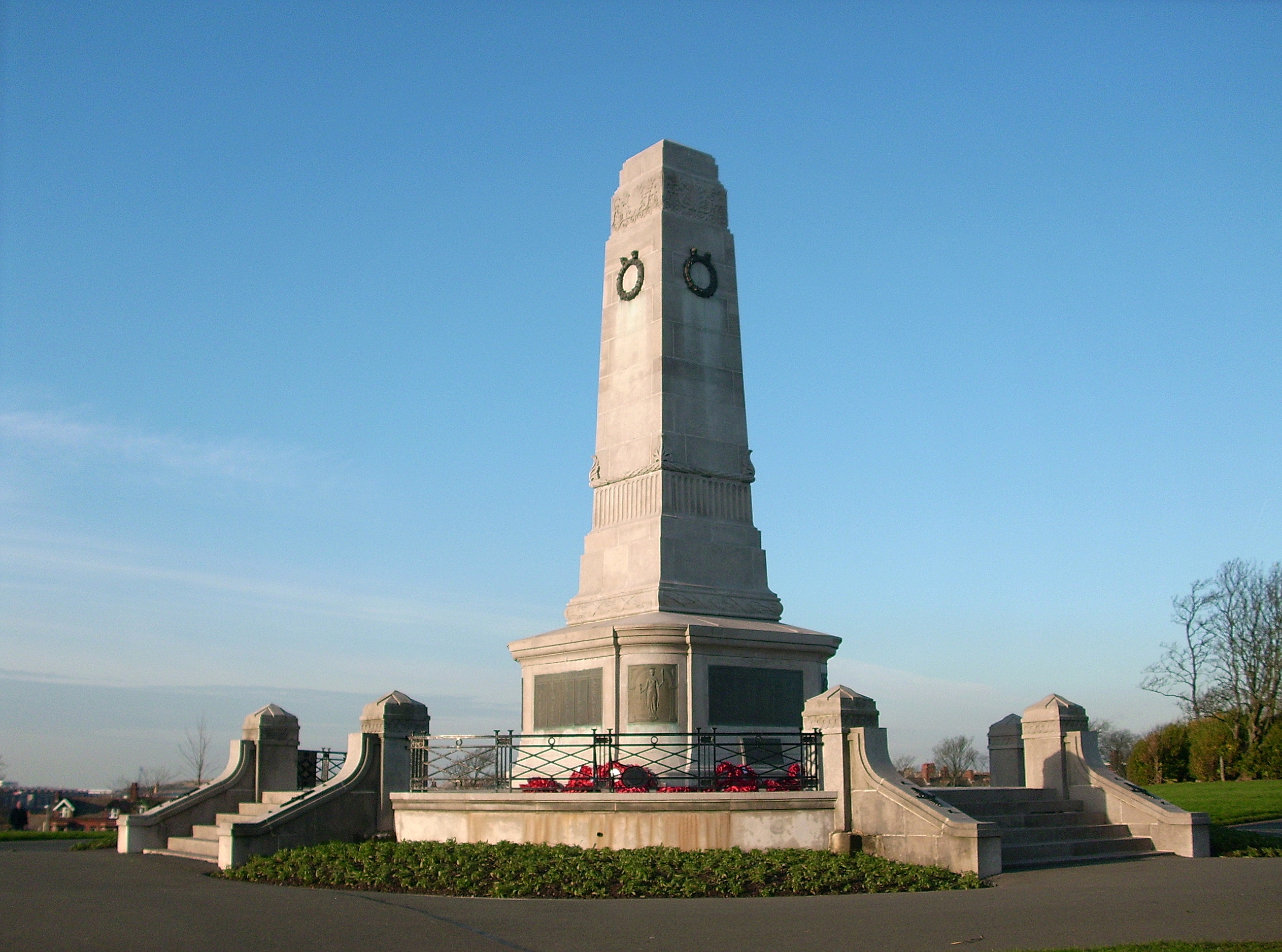
Oorlogsmonument in Barrow Park

De Wall Street Crash van 1929 had ook gevolgen voor Barrow-in-Furness; begin jaren 30 zorgde de crisis opnieuw voor grootschalige ontslagen op de scheepswerf. In die periode trachtte het stadbestuur de noden te lenigen door openbare werken te organiseren, zoals de aanbouw van een openluchtzwembad op Walney en het restaureren van Piel Castle. In 1935 werd de tol voor het gebruik van de brug naar Walney afgeschaft. In de tweede helft van de jaren 30 werd massaal geïnvesteerd in scholen, woningbouw en gezondheidszorg. Door de oorlogsdreiging van nazi-Duitsland groeide wederom de economische bedrijvigheid in Barrow. De Hindenburg werd in die tijd tweemaal boven Barrow opgemerkt; het aannemelijke vermoeden was dat de nazi’s boven de scheepswerven en staalfabrieken spioneerden. Daadwerkelijk werd Vickers in 1941 tweemaal door de Luftwaffe gebombardeerd. Ook elders in de stad werden honderden huizen vernield.
De Tweede Wereldoorlog was, net zoals de Eerste, een periode van uitgebreide economische groei, niettegenstaande de vijandelijke bombardementen, bekend als de Barrow-Blitz. Een gevolg hiervan was dat na de oorlog een grote behoefte aan woningen bestond. In de jaren 50 en 60 volgde een expansieve wasdom van het stadscentrum. Barrow-in-Furness was tot dan toe door velden en weiden omringd geweest. Met de nieuwe hoogconjunctuur breidde zich het verstedelijkte gebied steeds verder noordwaarts uit, totdat het bijna het grondgebied van Dalton-in-Furness bereikte. Er werden buiten het stadscentrum nieuwe woonwijken gecreëerd, terwijl de oude Victoriaanse kern ingrijpend werd gewijzigd. Meerdere 19de-eeuwse gebouwen, waaronder de residentie Abbotswood van James Ramsden, moesten wijken. De jaren 70 en 80 zagen de komst van de grote winkelketens in de stad, die zienderogen gemoderniseerd werd.
In tegenstelling tot in het interbellum veroorzaakte het einde van de Tweede Wereldoorlog geen economische depressie. Vickers ging zich toeleggen op de bouw van olietankers en oceaanlijners. In de jaren 80 kreeg het bedrijf de opdracht om vier duikboten voor het Trident-programma te bouwen; hiervoor moest een immens droogdok gebouwd worden, de Devonshire Dock Hall, die toentertijd de grootste in haar soort.
In 2011 telde Barrow 56.745 inwoners; dit is weliswaar hetzelfde inwonersaantal als honderd jaar voordien, maar in de tussentijd zijn de grenzen van de stad aanzienlijk uitgebreid.

## Eilanden
Barroweiland, Walney Island, Roa Island en Piel Island maken deel uit van de stad, ze worden gezamenlijk de eilanden van Barrow genoemd. Op Walney island stond tijdens de Tweede Wereldoorlog zwaar afweergeschut, nog steeds zijn langs de kustlijn bunkers te vinden. 

## Bezienswaardigheden

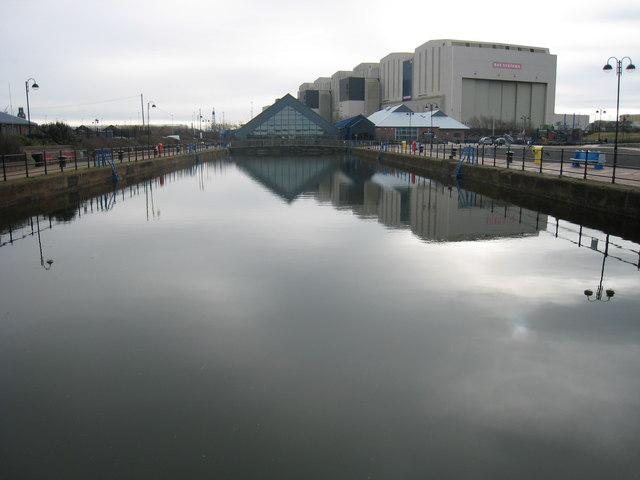
Dock Museum; rechts Devonshire Dock Hall

Het stadssilhouet van Barrow-in-Furness wordt gedomineerd door zijn stadhuis met toren. Naar Barroweiland toe is de Devonshire Dock Hall van BAE Systems het meest in het oog springende bouwwerk. Er zijn nog enkele oude kerken, zoals de katholieke Saint Patrick’s Church op Barroweiland en de Saint John’s en Saint James’s Church. Barrow Park bezit een oude kiosk waarheen trappen leiden vanaf het oorlogsmonument op de centrale heuvel.
Bij het spoorwegstation staat een standbeeld van voetballer Emlyn Hughes. De weg naar het stadscentrum vanaf het station volgt het oude rechtlijnige, Victoriaanse traject in de richting van de zee en doorsnijdt Ramsden Square, waarop het standbeeld van Sir James Ramsden staat. Aan de waterkant bij Barroweiland staat enerzijds de Devonshire Dock Hall en daartegenover een grote Tesco. Tussen de Jubilee Bridge naar Walney Island en deze supermarkt bevindt zich het Dock Museum. Ook Henry Schneider kreeg zijn eigen Schneider Square met monument.
De Abdij van Furness staat verder landinwaarts, aan het begin van Abbey Road bij Dalton-in-Furness. Andere bezienswaardigheden zijn Piel Castle op Piel Island en de natuurreservaten van Walney, alsook de windmolenparken.
Het theater van Barrow heet het forum twenty eight theatre en bevindt zich tegenover de winkelstraten. In de jaren 90 werd een steegje aangelegd dat de rechtstreekse toegang vanuit het theater tot het winkelcentrum mogelijk maakt. Dit commerciële kwartier van de stad is geheel verkeersvrij.

## Geboren in Barrow-in-Furness
- Derek Clayton (1942), marathonloper
- Emlyn Hughes (1947-2004), voetballer
- Glenn Cornick (1947-2014), bassist (Jethro Tull, Wild Turkey)
- Georgia Stanway (1999), voetballer (FC Bayern München)
- Gary Stevens (1963), voetballer
- Chris Thompson (1981), atleet
- Georgia Stanway (1999), voetbalster